# Wang Baoshan
Wang Baoshan (chinois : 王宝山) (né le 13 avril 1963 à Pingyi dans le Shandong) est un joueur de football international chinois, qui évoluait au poste d'attaquant, avant de devenir entraîneur.

## Biographie

### Carrière de joueur

#### Carrière en sélection
Avec l'équipe de Chine, il joue entre 1986 et 1990. Il figure notamment dans le groupe des sélectionnés lors de la Coupe d'Asie des nations de 1988.
Il participe également aux Jeux olympiques de 1988. Lors du tournoi olympique, il joue trois matchs : contre la RFA, la Suède, et enfin la Tunisie.